# Koppel (Orgel)

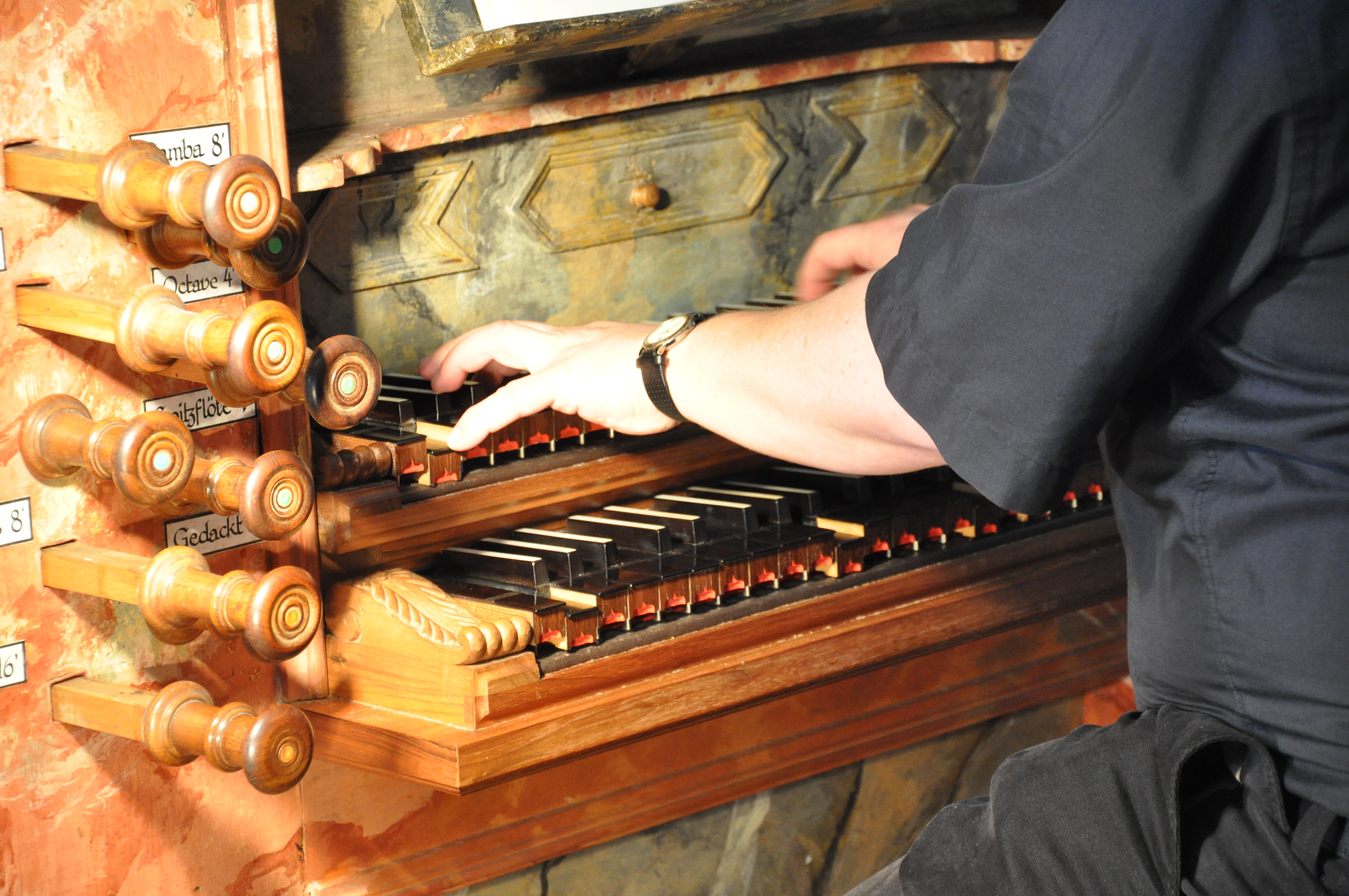
Die mechanische Koppel einer barocken Orgel: Der Organist drückt die Tasten des oberen Manuals, die Tasten des unteren Manuals werden automatisch mitgedrückt.

Koppeln sind Spielhilfen einer Orgel (auch bei Cembalo, Harmonium und Akkordeon). Sie stellen in der Regel eine Verbindung zwischen den Tasten bzw. Pedalen verschiedener Klaviaturen (Manuale/Pedal) her und ermöglichen so beim Niederdrücken einer Taste, dass automatisch die entsprechende Taste auf einer anderen Klaviatur oder eine Taste in einem festgelegten Intervall zu dieser „mitgezogen“ wird. So ist z. B. das Spielen auf allen Werken oder mit allen Registern gleichzeitig möglich. Von einem angehängten Pedal spricht man, wenn die Koppelung eines Manuals zum Pedal permanent wirkt und nicht abstellbar ist.

## Allgemein

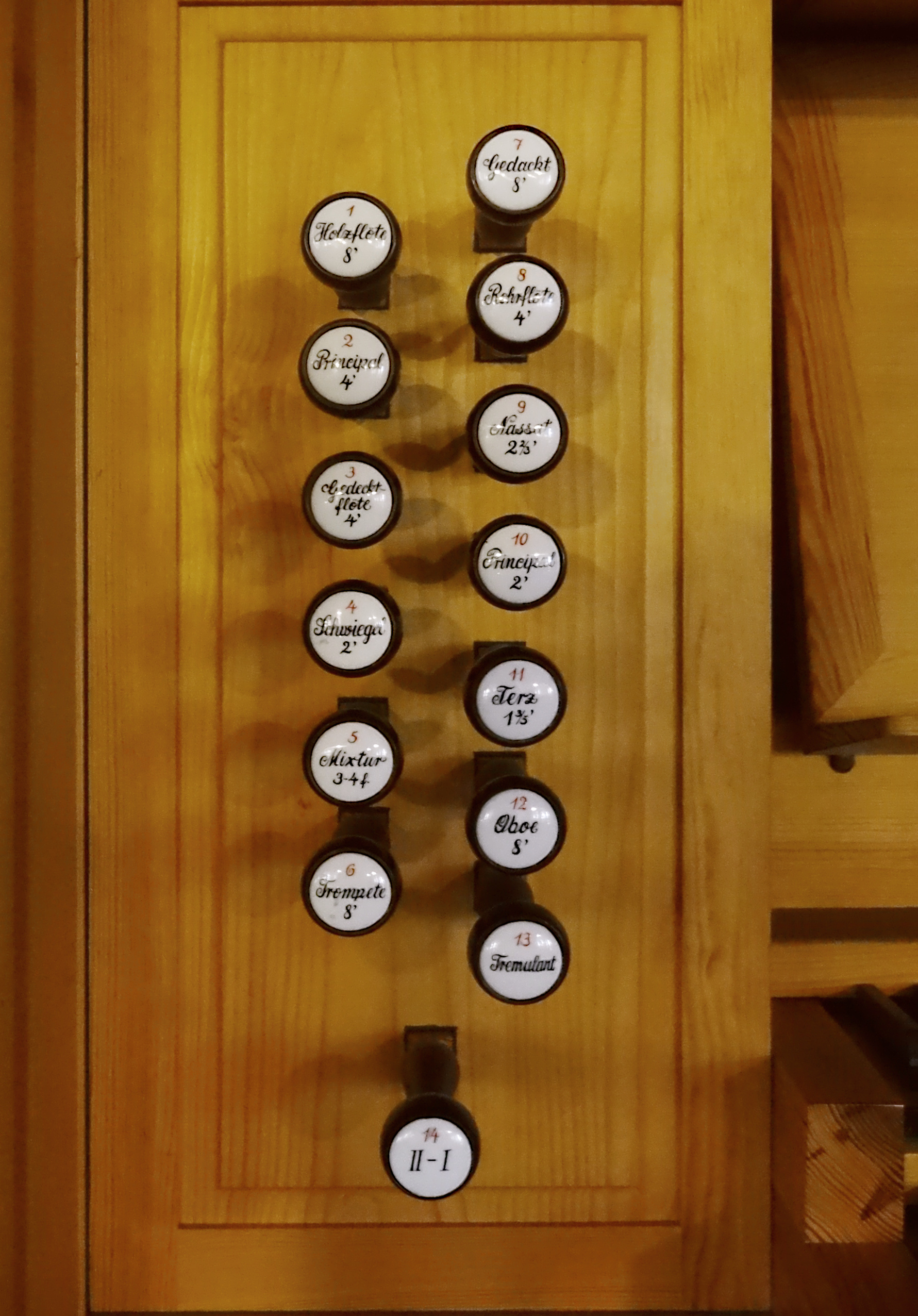
Registerzüge einer mechanischen Orgel. Ganz unten ist eine Manualkoppel (II an I).

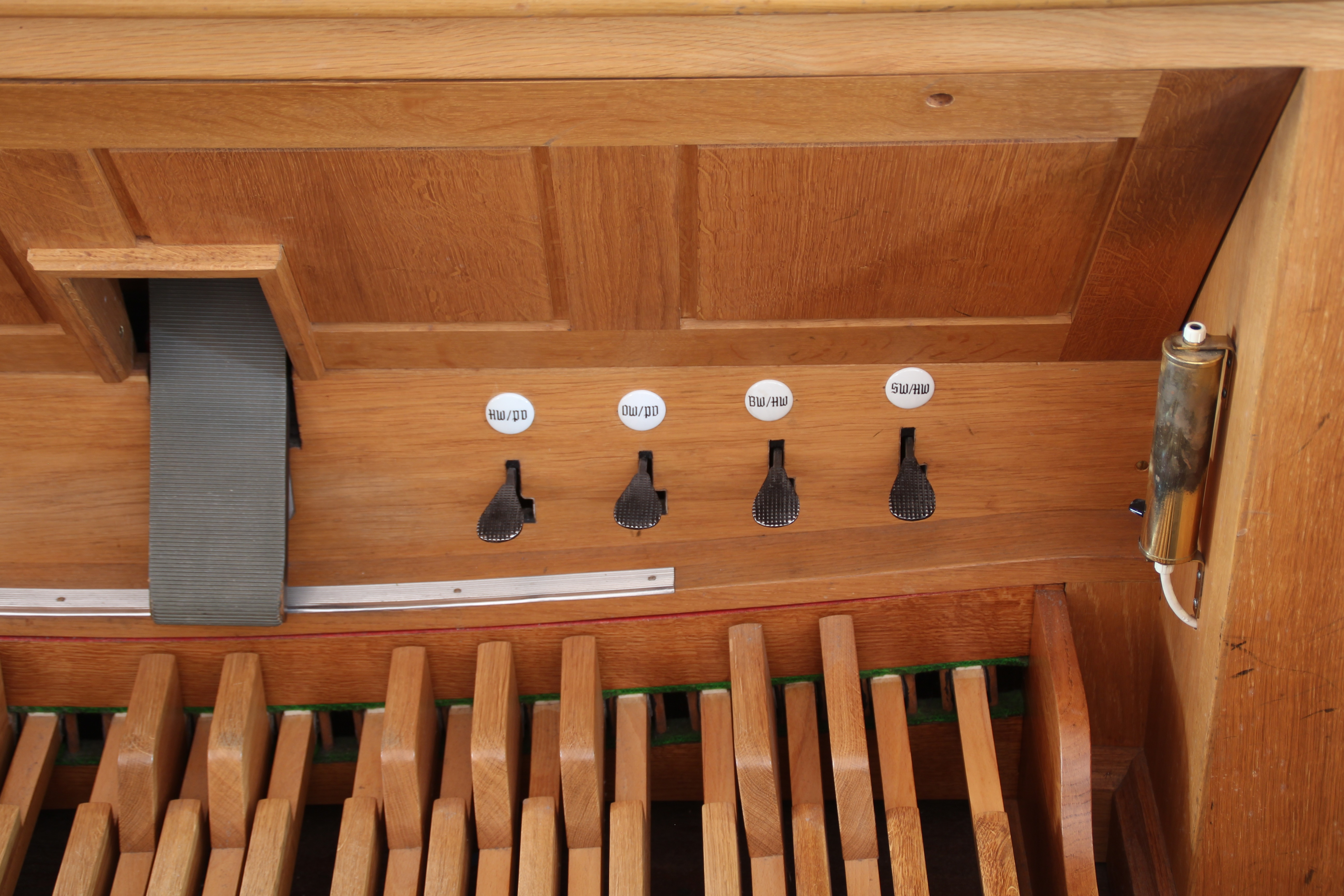
Koppeltritte zum Einrasten (rechts).

Mithilfe von Koppeln können auf einem Manual oder Pedal die gezogenen Register eines anderen Werkes oder die Töne einer anderen Oktave erklingen. Um dieses zu erreichen, wirken Koppeln entweder auf die Spieltraktur der Orgel oder direkt auf die Tonventile des angekoppelten Werkes. Entsprechend der Art der Spieltraktur (mechanisch, pneumatisch, elektrisch) sind in der Regel auch die Koppeln ausgeführt.
In der Bezeichnung von Koppeln wird zuerst das anzukoppelnde Manual (oder Werk) angegeben und dann hinter einem Schräg- oder Bindestrich das Manual, an welches angekoppelt wird. Bei Normalkoppeln (die Tonhöhe der angekoppelten Register ist dieselbe wie auf dem gespielten Manual) reicht das aus. Bei Oktavkoppeln kann der Versatz der Tonhöhe durch die Vorsilben „Sub“ und „Super“ oder als Fußzahlen (relativ zu 8′) angegeben werden.
Beispiele:
| Bezeichnung    | Bedeutung                                                                  | Wirkung |
| -------------- | -------------------------------------------------------------------------- | --- |
| II/I oder II-I | Das II. Manual wird an das I. Manual gekoppelt                             | Beim Spiel im I. Manual klingt es, als würde zusätzlich im II. Manual dasselbe gespielt                         |
| HW/Ped         | Das Hauptwerk wird an das Pedal gekoppelt                                  | Beim Spiel im Pedal klingt es, als würde zusätzlich im Hauptwerk dasselbe gespielt                              |
| III/I 4′       | Das III. Manual wird eine Oktave höher spielend an das I. Manual gekoppelt | Beim Spiel im I. Manual klingt es, als würde zusätzlich im III. Manual dasselbe eine Oktave höher gespielt      |
| Sub OW/HW      | Das Oberwerk wird eine Oktave tiefer an das Hauptwerksmanual gekoppelt     | Beim Spiel im Hauptwerksmanual klingt es, als würde zusätzlich im Oberwerk dasselbe eine Oktave tiefer gespielt |

Bis auf wenige Ausnahmen wirken Koppeln immer nur in eine Richtung. Je nach technischer Bauart können Koppeln durchkoppelnd wirken, lassen sich also „hintereinanderschalten“: werden dann die Koppeln II/I und III/II aktiviert, so erklingt beim Spielen auf dem I. Manual nicht nur die Registrierung des II., sondern über die zweite Koppel auch die des III. Manuals mit.
Bei Orgeln mit einer digitalen Spieltraktur lassen sich alle nur denkbaren Koppeln durch reine Programmierung realisieren, auch durch den Organisten selbst zu definierende Koppeln nach Ausgangs- und Zielwerk ggf. mit Transposition in beliebigen Intervallen sind möglich.
Das Einschalten und das Abstellen einer Koppel am Spieltisch erfolgt je nach Ausführung
- durch einen einrastbaren Fußhebel (Koppeltritt),
- durch einen Handzug, der wie ein Registerzug gestaltet ist,
- durch einen mit der Hand oder mit dem Fuß zu bedienenden Taster oder Schalter,
- als Teil einer festen oder freien Kombination,
- durch das Verschieben eines Manuals (Schiebekoppel).

## Bauformen

Schematische Zeichnung einer Wippenkoppel II/I

Schematische Animation der Funktionsweise einer Wippenkoppel

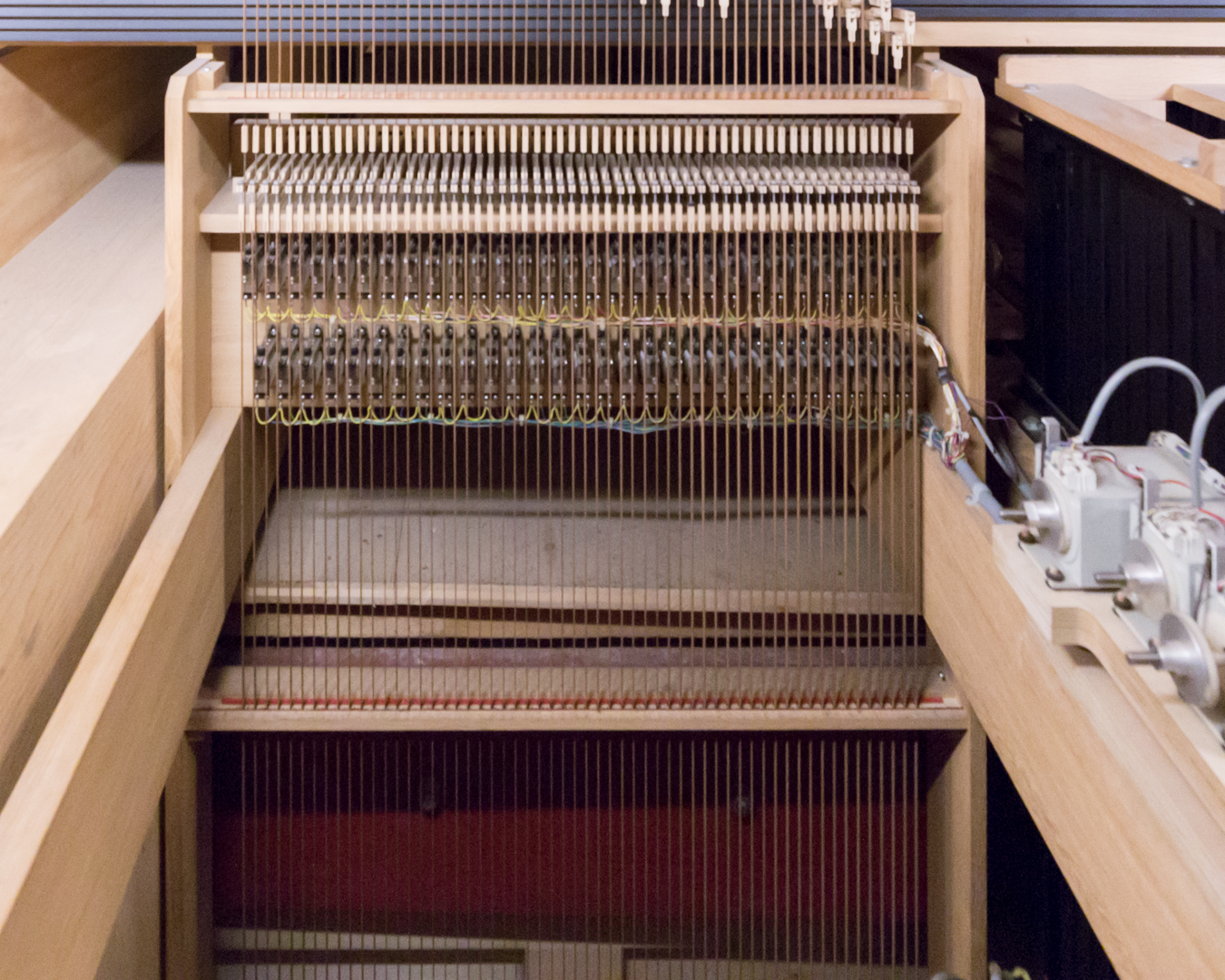
Koppelapparat einer elektro-mechanischen Koppel: Hierbei betätigen Elektromagnete zusätzlich die Abstrakten zu den Tonventilen

Da die heute üblichen mechanischen Koppeln aufwendig in der Herstellung sind, werden meist nur die notwendigsten Normalkoppeln gebaut. Selten werden mechanische Spezialkoppeln angefertigt.
Im historischen Orgelbau war die Schiebekoppel weit verbreitet, bei der das obere Manual um einige Zentimeter gezogen oder verschoben wurde, sodass im gekoppelten Zustand Haken ineinandergriffen (Hakenkoppel) oder Holzklötzchen übereinanderliegen (Klötzchenkoppel).
Joachim Wagner erfand die Gabelkoppel, welche – wie die später erfundene Widderkoppel – ohne ein verschiebbares Manual auskommt. Bei Pedalkoppeln greifen die Abstrakten in die Traktur der Manuale, nachdem sie über ein Wellenbrett auf die entsprechende Tastenbreite der Manualklaviatur gebracht wurden. Bei diesen „alten“ Bauformen der Koppeln bewegen sich die Tasten der angekoppelten Klaviatur immer mit.
Eine andere Möglichkeit als direkt in die Traktur einzugreifen bietet die Windkoppel (auch Ventilkoppel genannt). Diese – oft als Pedalkoppel bei Schleifladenorgeln der Barockzeit anzutreffende – Version besteht aus einer zusätzlichen Tonventilreihe innerhalb der Manualwindlade, welche entweder über einen eigenen Pedalventilkasten den notwendigen Wind erhielt (absperrbar über ein spezielles Koppelventil) oder bei der, wie bei anderen Koppeln, die mechanische Verbindung zu den Ventilen an- und abgeschaltet werden konnte.
Je nach Konstruktion sind in den Tonkanzellen Rückschlagventile notwendig, um zu verhindern, dass der einströmende Wind, anstelle zu den Pfeifen, durch die offenen Pedalventile wieder ausströmt.
Heute werden mechanische Koppeln in der Regel als Wippenkoppeln ausgeführt. Der Koppelapparat ist in die Mechanik des Spieltisches integriert und hat folgende Funktionsweise: Wird bei eingeschalteter Koppel (oberer Wippenbalken befindet sich in der Position „ein“) eine Taste des I. Manuals gedrückt, so zieht die Abstrakte dieser Taste den linken Arm der oberen Wippe nach unten, der rechte Arm bewegt sich entsprechend nach oben und zieht den rechten Arm der unteren Wippe mit nach oben. Der linke Arm der unteren Wippe zieht nun die Abstrakte des gleichen Tons des Manuals II nach unten. Bei modernen Wippenkoppeln bewegen sich die Tasten des angekoppelten Manuals in der Regel nicht mit.
Bei abgestellter Koppel befindet sich der obere Wippenbalken in der Ruhestellung. Dadurch unterbleibt bei einem Druck auf eine Taste des I. Manuals die Bewegung des oberen Wippenarms, der gesamte Koppelapparat bleibt in Ruhe.
Bei großen Orgeln, auch mit mechanischer Spieltraktur, werden häufig die Koppeln elektrisch ausgeführt. In diesem Fall sind die Tasten mit elektrischen Kontakten ausgestattet und im Verlauf der mechanischen Traktur sind Elektromagnete angekoppelt, häufig im oder direkt unter dem Windkasten. Während sich die aufzuwendende Kraft mit jeder eingeschalteten mechanischen Koppel addiert (Bewegung der Spieltraktur sowie Überwindung des Ventildruckpunktes des hinzu gekoppelten Werkes), wird durch diese Mischform die leichtgängige Spielbarkeit der Klaviaturen erhalten. Selten werden parallel mechanische und elektrische Koppeln gebaut. Auf diese Weise hat der Spieler die Wahl zwischen einer geringen Tastenkraft und einer sensiblen Steuerung.

## Spezialkoppeln

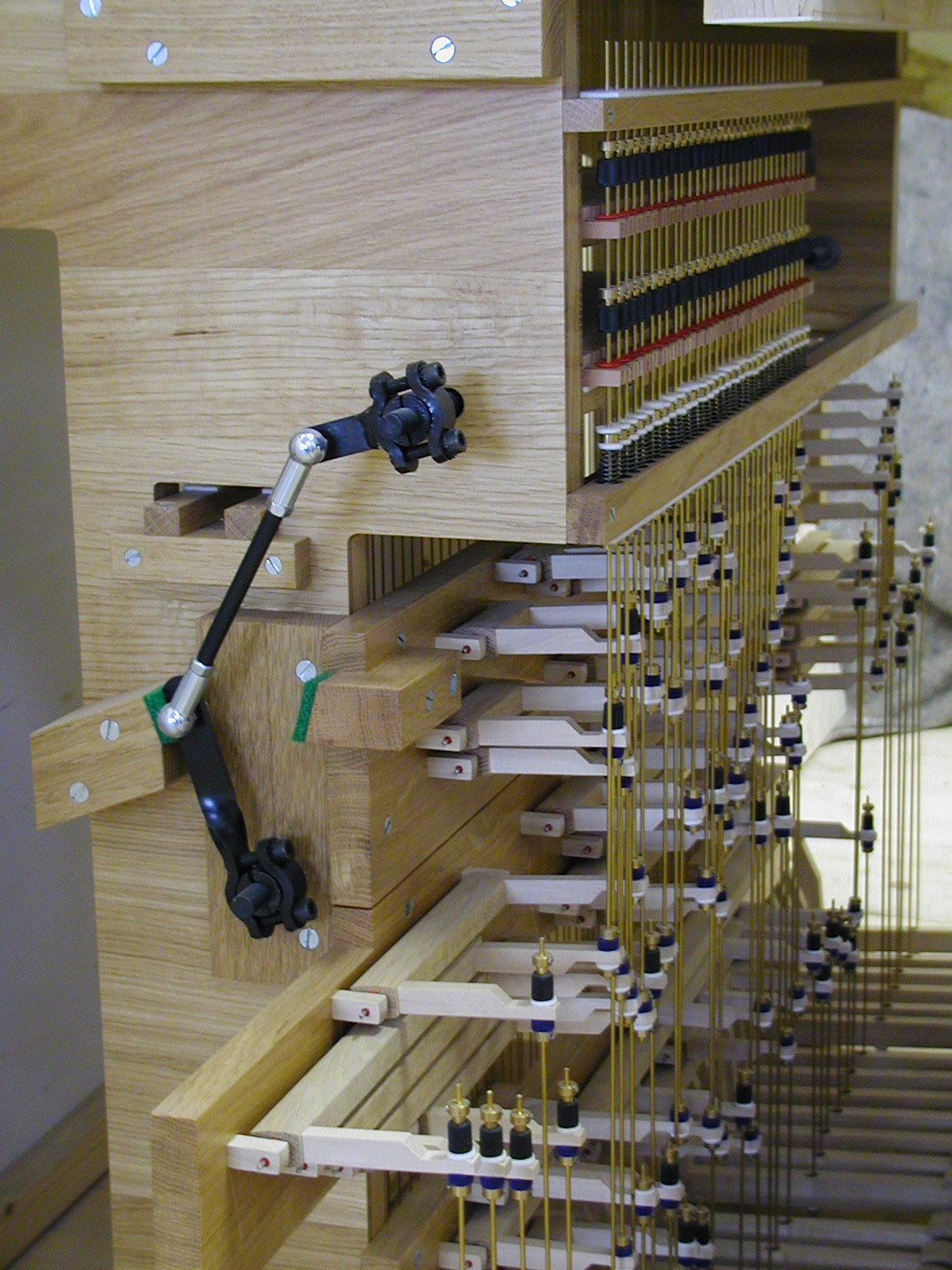
Spieltischchassis mit mechanischem Pedalkoppelapparat (oberes Drittel), darunter das dafür notwendige Wellenbrett

Besonders in der Zeit der Romantik kamen, durch die neuen technischen Möglichkeiten, welche auch mit der Einführung der pneumatischen und später der elektrischen Traktur einhergingen, vermehrt verschiedene Spezialkoppeln in Gebrauch, die sich folgendermaßen unterscheiden lassen:

### Oktavkoppeln
Die Oktavkoppel wurde bereits in der Mitte des 19. Jahrhunderts bei italienischen Orgeln als mechanische Spielhilfe gebaut, dort terza mano soprani genannt („die dritte Hand“; es handelt sich dabei um eine Superoktavkoppel im Diskant). Bei einer Oktavkoppel wird zu jeder angeschlagenen Taste zusätzlich quasi eine weitere (im Abstand einer Oktave) mitangeschlagen, und zwar bei der Suboktavkoppel (gelegentlich auch Unteroktavkoppel) eine Oktave tiefer, bei der Superoktavkoppel (Oberoktavkoppel) eine Oktave höher. Anders als bei den frühen mechanischen Koppeln bewegen sich allerdings hier die gekoppelten Tasten in der Regel nicht mit (Ausnahme: Tasten beim Harmonium). Für den Spieler sind beim Benutzen der Oktavkoppeln die Klaviaturgrenzen zu beachten, da beim Spielen in der untersten Oktave bei eingeschalteter Suboktavkoppel durch diese keine Töne erklingen können. Analoges gilt für die obersten zwölf Tasten bei aktivierter Superoktavkoppel. Um die klangliche Erweiterung und die gerade in der romantischen Orgelmusik geschätzte Tonfülle über die gesamte Klaviatur ausnutzen zu können, werden Teilwerke einer Orgel, die mit einer Superoktavkoppel angekoppelt werden können, daher gelegentlich um bis zu zwölf weitere Töne ausgebaut (mitunter nicht bei allen Registern). Bei Suboktavkoppeln ist dieser Ausbau (aus Kostengründen, aufgrund der zusätzlich nötigen großen Pfeifen) nicht üblich. Neben den Oktavkoppeln gibt es auch vereinzelt andere Intervallkoppeln, die Hauptorgel der Marienbasilika (Kevelaer) besitzt im Pedal eine Quintkoppel.

### Melodie- und Basskoppel
Die Melodiekoppel (auch Soprankoppel genannt) ist eine technische Erfindung aus der Zeit der pneumatischen Traktur. Anstatt auf alle (gedrückten) Tasten wirkt diese nur auf die oberste (höchste) Taste und filtert somit quasi den jeweils höchsten Ton eines angeschlagenen Akkords heraus. Dieser kann nun beliebig, je nachdem wie die Melodiekoppel wirkt, auf einem anderen Werk/Manual oder um eine Oktave versetzt erklingen oder auch beides. Die Basskoppel (auch „Pedaleffekt“) arbeitet analog für die jeweils tiefste gedrückte Taste; sie eignet sich besonders für Spieler, die noch nicht so mit dem Pedalspiel vertraut sind. Melodie- und Basskoppeln finden sich vor allem in romantischen Orgeln mit pneumatischer Traktur und werden heute eher selten gebaut. Eine Basskoppel findet sich allerdings in fast jeder Digitalen Sakralorgel als Spielhilfe.
Die Orgelbauer van den Heuvel haben für St-Eustache (Paris) und das Konzerthaus Kopenhagen auch eine Altkoppel erfunden, welche die zweithöchste gedrückte Taste herausfiltert. In Kombination mit einer Soprankoppel ermöglicht sie es, einen vierstimmigen Satz mit verschiedener Registrierung je Stimme erklingen zu lassen, ohne technisch virtuos mit einer Hand auf zwei Manualen gleichzeitig spielen zu müssen.

### Leerlaufkoppel
Die Leerlaufkoppel wurde von Aristide Cavaillé-Coll erfunden, ursprünglich nur mit dem Zweck, die Barkermaschine zu schonen und Trakturgeräusche zu mindern, wenn man mittels Koppeln nur die Nebenmanuale auf der Hauptwerksklaviatur (meist Manual I) spielt, um physiologisch eine angenehmere spieltechnische Körperhaltung einnehmen zu können. Dabei wurde die Traktur des Hauptwerks von der Hauptwerksklaviatur abgekoppelt, was auch noch zusätzlich zu einer gewünschten, angenehm leichteren Spielbarkeit der Tastatur führte. Im Lauf der Zeit entdeckten die Organisten auch den registriertechnischen „Nebeneffekt“ dieser Einrichtung: Zu der Zeit, als die freien Kombinationen noch nicht erfunden waren, konnten mit dem Betätigen der Leerlaufkoppel zu einem gewünschten Zeitpunkt die Register des Hauptwerks zum Klingen bzw. Verstummen gebracht werden, was ggf. flankierend mit dem Schwellwerk einen starken Dynamikwechsel verursachte. Daher wurden später Leerlaufkoppeln auch in pneumatischen und sogar in elektrischen Trakturen eingebaut. Sie dienten dann nicht mehr dem ursprünglichen Zweck, sondern fungierten als reine Registrierhilfe. Heute stehen Spielhilfen wie freie Kombinationen oder gar Setzeranlagen mit tausenden von programmierbaren Kombinationen zur Verfügung. Daher wird die Leerlaufkoppel seit den 1950er Jahren nicht mehr gebaut.

### Retourkoppel
Die Retourkoppel ist eine kompliziert gebaute mechanische Koppel. Sie ermöglicht das Spielen des Hauptwerks auf den Nebenmanualen. Sie ist sehr selten anzutreffen, wurde aber beispielsweise von Martin Hechenberger an der Orgel des Passauer Doms eingebaut. Wegen der Einsatzmöglichkeit von frei wählbaren elektrischen Koppeln wird diese Bauform heute mit einigen Ausnahmen nahezu nicht mehr verwendet. Die 2008 errichtete Kœnig-Orgel der Margarethenkirche (Niederkirchen) verfügt über eine Koppel, bei der man wahlweise das Nebenwerk an das Hauptwerk oder umgekehrt koppeln kann.

### Dynamikkoppel
Die Dynamikkoppel ist eine historisch einmalige mechanische Koppel bei der Barock-Orgel der Evangelische Kirche Eckenhagen. Hierbei wird das Hauptwerk (II. Manual) an das Positiv (I. Manual) so angekoppelt, dass sich bei der Traktur der unteren Klaviatur ein zweiter Druckpunkt ergibt und erst nach dessen Überwindung die Pfeifen des Hauptwerks erklingen. Damit ist es möglich auf einem Manual gleichzeitig forte und piano zu spielen. Etwas ähnliches wird erst sehr viel später bei der Kinoorgel (als second touch, kurz 2ndT) üblich. Inzwischen werden Dynamische Koppeln auch bei Orgelklaviaturen mit Anschlagsdynamik realisiert. Eine Koppelung (z. B. HW/RP) wird für jeden Ton einzeln nur beim Überschreiten eines vordefinierten Velocitywertes ausgeführt. Damit ist heute tatsächlich ein, wenn auch nicht stufenloses, gleichzeitiges forte-piano-Spiel auf einer Orgelklaviatur möglich.

## Koppelmanual
Das Koppelmanual ist gelegentlich als zusätzliches Manual vor allem in kleineren, eigentlich zweimanualigen Orgeln zu finden. Technisch und praktisch sind verschiedene Konstellationen denkbar, die allerdings alle eine Gemeinsamkeit haben: Es handelt sich um ein Manual ohne eigene Register, an das die beiden anderen Manuale angekoppelt sind. Durch das Koppelmanual wird eine weitere dynamische Ebene gewonnen. Während bei einer zweimanualigen Orgel die Möglichkeiten begrenzt sind (entweder beide Manuale eigenständig; oder ein Manual gekoppelt mit dem anderen, dieses andere eigenständig), können nun die gezogenen Register beider Manuale sowohl gemeinsam als auch getrennt gespielt werden. Eine Variante mit ähnlichen Möglichkeiten stellt die Hilfsklaviatur (Auxiliaire) dar. Diese ist fest mit einem der beiden Manuale gekoppelt, es ist aber eine normale Manualkoppel vorhanden, die nicht auf die Hilfsklaviatur wirkt. Bei aktivierter Koppel ergibt sich damit die gleiche Konstellation wie beim Koppelmanual. Diese Ausführung bietet die Möglichkeit, während des Spiels die Koppel zu betätigen, außerdem können sich Vorteile für die Anordnung der Manuale ergeben.